# Melpomene occidentalis
Melpomene occidentalis är en stensöteväxtart som beskrevs av Lehnert. Melpomene occidentalis ingår i släktet Melpomene och familjen Polypodiaceae. Inga underarter finns listade.